# Asciodema obsoleta
Asciodema obsoleta är en insektsart som först beskrevs av Franz Xaver Fieber 1864.  Asciodema obsoleta ingår i släktet Asciodema, och familjen ängsskinnbaggar. Enligt den svenska rödlistan är arten nära hotad i Sverige. Arten förekommer i Götaland. Artens livsmiljö är jordbrukslandskap.

## Bildgalleri

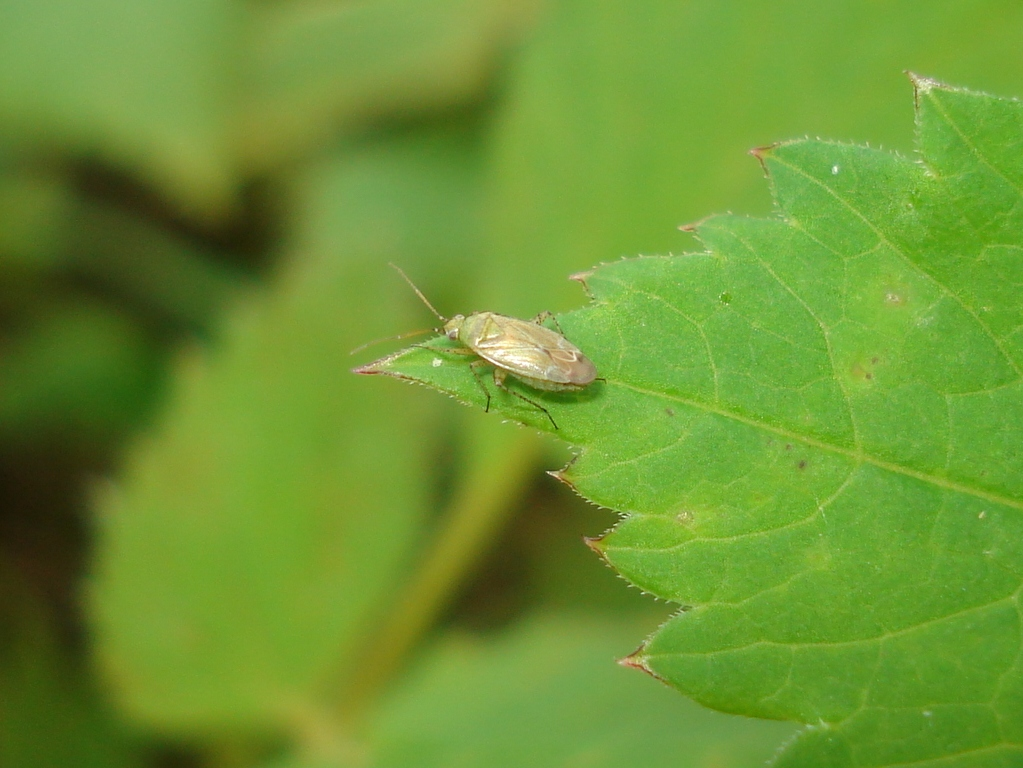
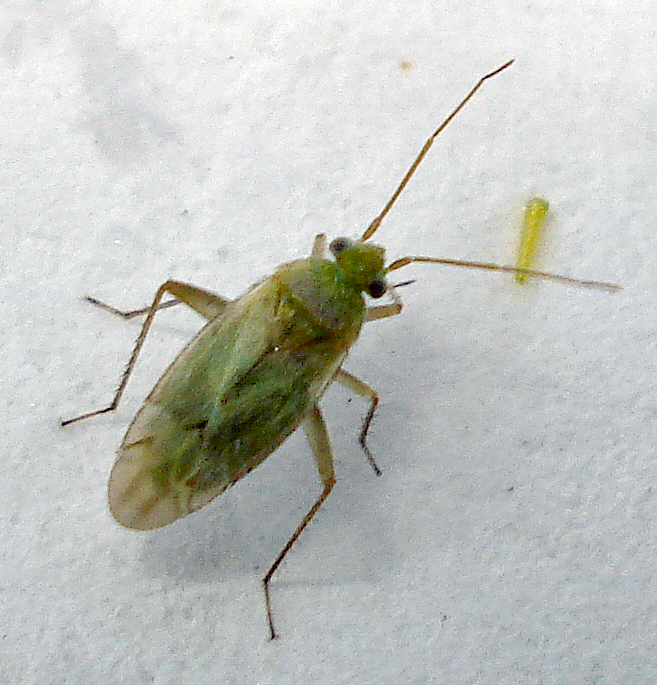